# Países Bajos en los Juegos Europeos
Los Países Bajos en los Juegos Europeos están representados por el Comité Olímpico Neerlandés, miembro de los Comités Olímpicos Europeos. Ha obtenido un total de 77 medallas: 25 de oro, 31 de plata y 21 de bronce.

## Medalleros

### Por edición
| Evento        | Oro | Plata | Bronce | Total |
| ------------- | --- | ----- | ------ | ----- |
| Bakú 2015     | 8   | 12    | 9      | 29    |
| Minsk 2019    | 9   | 13    | 7      | 29    |
| Cracovia 2023 | 8   | 6     | 5      | 19    |
| TOTAL         | 25  | 31    | 21     | 77    |

### Por deporte
| Evento                | Oro | Plata | Bronce | Total |
| --------------------- | --- | ----- | ------ | ----- |
| Atletismo             | 4   | 2     | 4      | 10    |
| Bádminton             | 2   | 1     | 1      | 4     |
| Boxeo                 | 1   | 1     | 2      | 4     |
| Breakdancing          | 1   | 1     | 0      | 2     |
| Ciclismo              | 9   | 9     | 3      | 21    |
| Esgrima               | 1   | 0     | 0      | 1     |
| Gimnasia              | 1   | 1     | 4      | 6     |
| Judo                  | 3   | 2     | 5      | 10    |
| Karate                | 0   | 1     | 0      | 1     |
| Natación              | 1   | 5     | 0      | 6     |
| Natación sincronizada | 0   | 1     | 0      | 1     |
| Tenis de mesa         | 1   | 2     | 0      | 3     |
| Tiro con arco         | 1   | 4     | 2      | 7     |
| Triatlón              | 0   | 1     | 0      | 1     |
| TOTAL                 | 25  | 31    | 21     | 77    |